# Zoltán Stieber
Zoltán Stieber (ur. 6 października 1988 w Sárvár) – węgierski piłkarz występujący na pozycji lewego pomocnika lub napastnika w 1. FC Kaiserslautern. Nosi przydomek Zoli.
Swoją karierę piłkarską rozpoczynał w drużynie juniorów Budapeszcie Goldball '94, gdzie grał wraz ze swoim bratem Andriásem. Następnie przeszedł do Újpestu. Po tym wszystkim otrzymał oferty od Arsenalu, Chelsea oraz Aston Villi. Stieber wybrał tę trzecią drużynę, zawodowy kontrakt podpisał z nią 1 sierpnia 2007 roku. 22 listopada został wypożyczony na cztery miesiące do Yeovil Town.
Stieber zaliczył pięć występów w reprezentacji Węgier U-19, ma na koncie także dwa mecze w kadrze U-20.

## Kariera klubowa

### Początki
Zoltán Stieber pochodzi z Budapesztu. Swoją karierę piłkarską rozpoczął w juniorskiej drużynie miejscowego Goldball '94. Potem, w roku 2004 dołączył do juniorskiego zespołu Újpestu Budapeszt. Grał tam przez jeden rok, po czym podpisał dwuletni kontrakt z Aston Villą. W debiutanckim sezonie w drużynie juniorów wystąpił w trzydziestu meczach zdobywając w nich cztery bramki. W maju 2006 wraz ze swoją drużyną doszedł do play-offu finału Młodzieżowej Ligi Angielskiej, w którym Villa przegrała 3:2 z Southampton. W sezonie 2005/06 zaliczył także jeden występ w drużynie rezerw.

### Sezon 2006/07
W sezonie 2006/07 w drużynie rezerw Villi wystąpił trzynaście razy oraz strzelił dwa gole (w meczu z Chelsea i Fulhamem). W wygranym 3:0 spotkaniu z Reading zaliczył trzy asysty.
W maju 2007 roku Stieber pomógł swojej drużynie osiągnąć sukces 2007 w HKFC Philips Lighting International Soccer Sevens, gdzie zdobył bramkę w meczu z City Academy Hong Kong. Węgierski piłkarz pomógł także drużynie wygrać z Urawą Red Diamons, PSV Eindhoven i w finałowym meczu z Central Coast Mariners. Stieber został także najlepszym graczem tego turnieju. Sukces ten został nagrodzony podpisaniem nowego, 3-letniego kontraktu z drużyną.

### Sezon 2007/08
W lipcu 2007 Stieber został powołany do pierwszego składu na tournée po Stanach Zjednoczonych i Kanadzie. W seniorskim składzie zadebiutował w meczu z Toronto FC. Wystąpił także w późniejszym spotkaniu z Walsall, w którym zaliczył asystę przy pierwszej bramce.
Ponieważ Stieber miał małe szanse na debiut w lidze, został przesunięty do drużyny rezerw. Sezon ten w wykonaniu niego był dobry, w pierwszych sześciu meczach zaliczył sześć asyst oraz zdobył bramki w meczu z Fulhamem i Portsmouth. 20 września został wybrany przez BBC Radio Młodym Piłkarzem Miesiąca.
Tego samego dnia został wypożyczony do występującego w League One Yeovil Town. Zadebiutował tam dwa dni później w meczu z Milwall. Pierwszą bramkę zdobył natomiast w wygranym 2:1 meczu z Brighton & Hove Albion. Łącznie w tej drużynie wystąpił w piętnastu ligowych spotkaniach. Do zespołu Villi powrócił w marcu 2008 roku.

### Sezon 2008/09
Przed sezonem 2008/09 Stieber znalazł się w 21-osobowym składzie, który pojechał na przedsezonowe tournée po Szwajcarii. Wystąpił tam jedynie w dwudziestu minutach zwycięskiego spotkania z FC Wil. W następnych towarzyskich spotkaniach z Lincoln City, Walsall i Reading grał na pozycji lewego obrońcy.

### Od 2009
Latem 2009 Stieber został wypożyczony do niemieckiego drugoligowego klubu TuS Koblenz. Następnie grał w Alemannii Akwizgran, a w 2011 roku przeszedł do 1. FSV Mainz 05.

## Kariera reprezentacyjna
W latach 2006–2008 Stieber zaliczył pięć występów w reprezentacji Węgier U-19. Zaliczył także dwa mecze w kadrze U-20. W seniorskiej kadrze jednak nie zadebiutował. Debiutanckiego gola strzelił 14 czerwca 2016 roku w meczu przeciwko Austrii podczas Mistrzostw Europy 2016 ustalając wynik na 2:0 na korzyść Węgier.

## Sukcesy

### Aston Villa
- HKFC Philips Lighting International Soccer Sevens
  - Zwycięzca: 2007
  - Najlepszy piłkarz turnieju: 2007
- Młodzieżowa Liga Angielska
  - Drugie miejsce: 2005/06
- Piłkarz Miesiąca według BBC Radio
  - Zwycięzca: wrzesień 2007